# 284

284(이백팔십사)는 283보다 크고 285보다 작은 자연수다.

## 수학
- 합성수로, 그 약수는 1, 2, 4, 71, 142, 284다. 진약수의 합은 220이므로, 284는 부족수다.
- 220과 친화수다. 284의 진약수를 모두 더하면 220이 되고, 반대로 220의 진약수를 모두 더하면 284가 된다.
- {\displaystyle 284=2^{2}+3^{2}+4^{2}+5^{2}+6^{2}+7^{2}+8^{2}+9^{2}}
  - 연속하는 자연수 8개의 제곱합으로 나타낼 수 있으며, 이 성질을 가진 이전 수는 204, 다음 수는 380이다.
- {\displaystyle 5^{5}-1}은 284로 나누어떨어진다.

## 과학
- NGC 284(영어판): 고래자리 방향에 있는 타원은하.

## 교통

### 항공
- 키프로스 항공 284편 폭파 사건(영어판, 일본어판)

### 도로
- 일본 284번 국도(일본어판): 이와테현 리쿠젠타카타시에서 이치노세키시까지 이어지는 일본의 국도.
- 현도 제284호선

## 군사
- U-284(영어판): 제2차 세계 대전에 사용된 나치 독일의 군용 잠수함.

## 문화유산
- 대한민국의 국보 제284호: 초조본 대반야바라밀다경 권162, 170, 463
- 대한민국의 보물 제284호: 금동여래입상
- 대한민국의 사적 제284호: 구 서울역사

## 방송
- LG헬로비전의 BBS 불교방송 채널 번호.

## 기타
- 연도: 284년, 기원전 284년